# Puruborá
Purubora (Puruborá; Kuyubí, Miguelinho, Aurã, Pumbora, Burubora, Cujubi, Migueleño, Miguelenho), pleme američkih Indijanaca s istoka brazilske države Rondônia s gornje Rio São Miguel, desne pritoke Guaporé, danas na području općina Seringueiras, São Francisco, Costa Marques, Porto Velho i Guajará-Mirim. Jezično pripadaju velikoj porodici tupian. Etničkih Purubora ima oko 200, ali samo dva govornika (2002)